# 村上昌謙
村上 昌謙（むらかみ まさあき、1992年8月7日 - ）は、滋賀県守山市出身のプロサッカー選手。Jリーグ・アビスパ福岡所属。ポジションはゴールキーパー（GK）。

## 来歴
河西サッカースポーツ少年団（河西キッカーズ）から滋賀県立草津東高等学校を経て大阪体育大学へ進学。村田和哉は河西キッカーズと大阪体育大学の先輩にあたる。同大学のサッカー部では3年次からレギュラーGKを務め、第62回全日本大学サッカー選手権大会の優勝に貢献。2014年にはデンソーチャレンジカップ関西選抜の一員にも選ばれ、全日本大学選抜にも選出された。
2015年にレノファ山口FCへ入団。出場機会はなかったものの、第37節からの終盤3試合では一森純の控えとしてベンチ入りを果たした。2016年8月14日のJ2第29節・清水エスパルス戦で公式戦デビューを果たし、以降は一森と併用される形となっている。一森退団後の2017年は山田元気や吉満大介とポジション争いをしながらも一定の出場機会を得ていたが、2018年になるとレンタル移籍で加入した藤嶋栄介にポジションを奪われ、この年は出場無しに終わった。
12月21日、水戸ホーリーホックに期限付き移籍で加入することが発表された。2019年は同じく新加入の松井謙弥・ベテランの本間幸司とポジションを争ったが、正GKは松井が勝ち取り自身は6試合出場にとどまった。しかし、水戸はJ2参入後チーム史上最高の7位躍進を果たす。
2019年12月26日、水戸で師事した長谷部茂利が新監督となったアビスパ福岡に完全移籍で加入することが発表された。
正GKであるセランテスの負傷もあり、シーズン途中からレギュラーに定着。この年は14試合に出場。J1昇格に貢献した。
J1に昇格した2021シーズンは、長らくチームを支えたセランテスが退団。その代わりとなるGKを補強しなかったことから、同年の開幕スタメンに抜擢された。開幕当初はJ1のプレーに慣れない場面もあったが、シーズンが進むに連れてチームの守護神に定着。セランテスの穴を感じさせないプレーをシーズン通して披露し、この年は37試合に出場した。

## 所属クラブ
- 河西サッカースポーツ少年団
- 滋賀県立草津東高等学校
- 2011年 - 2014年 大阪体育大学
- 2015年 - 2019年  レノファ山口FC
  - 2019年  水戸ホーリーホック（期限付き移籍）
- 2020年 -  アビスパ福岡

## 個人成績
| 国内大会個人成績 | 国内大会個人成績 | 国内大会個人成績 | 国内大会個人成績 | 国内大会個人成績 | 国内大会個人成績 | 国内大会個人成績 | 国内大会個人成績 | 国内大会個人成績 | 国内大会個人成績 | 国内大会個人成績 | 国内大会個人成績 |
| 年度             | クラブ           | 背番号           | リーグ           | リーグ戦         | リーグ戦         | リーグ杯         | リーグ杯         | オープン杯       | オープン杯       | 期間通算         | 期間通算         |
| 年度             | クラブ           | 背番号           | リーグ           | 出場             | 得点             | 出場             | 得点             | 出場             | 得点             | 出場             | 得点             |
| 日本             | 日本             | 日本             | 日本             | リーグ戦         | リーグ戦         | リーグ杯         | リーグ杯         | 天皇杯           | 天皇杯           | 期間通算         | 期間通算         |
| ---------------- | ---------------- | ---------------- | ---------------- | ---------------- | ---------------- | ---------------- | ---------------- | ---------------- | ---------------- | ---------------- | ---------------- |
| 2015             | 山口             | 30               | J3               | 0                | 0                | -                | -                | 0                | 0                | 0                | 0                |
| 2016             | 山口             | 30               | J2               | 12               | 0                | -                | -                | 1                | 0                | 13               | 0                |
| 2017             | 山口             | 1                | J2               | 14               | 0                | -                | -                | 1                | 0                | 15               | 0                |
| 2018             | 山口             | 1                | J2               | 0                | 0                | -                | -                | 0                | 0                | 0                | 0                |
| 2019             | 水戸             | 21               | J2               | 6                | 0                | -                | -                | 2                | 0                | 8                | 0                |
| 2020             | 福岡             | 31               | J2               | 14               | 0                | -                | -                | -                | -                | 14               | 0                |
| 2021             | 福岡             | 31               | J1               | 37               | 0                | 0                | 0                | 0                | 0                | 37               | 0                |
| 2022             | 福岡             | 31               | J1               | 27               | 0                | 6                | 0                | 2                | 0                | 35               | 0                |
| 2023             | 福岡             | 31               | J1               | 20               | 0                | 4                | 0                | 1                | 0                | 25               | 0                |
| 2024             | 福岡             | 31               | J1               | 25               | 0                | 1                | 0                | 0                | 0                | 26               | 0                |
| 2025             | 福岡             | 31               | J1               |                  |                  |                  |                  |                  |                  |                  |                  |
| 通算             | 日本             | 日本             | J1               | 109              | 0                | 11               | 0                | 3                | 0                | 123              | 0                |
| 通算             | 日本             | 日本             | J2               | 46               | 0                | -                | -                | 4                | 0                | 50               | 0                |
| 通算             | 日本             | 日本             | J3               | 0                | 0                | -                | -                | 0                | 0                | 0                | 0                |
| 総通算           | 総通算           | 総通算           | 総通算           | 155              | 0                | 11               | 0                | 7                | 0                | 173              | 0                |

- Jリーグ初出場 - 2016年8月14日 J2第29節 清水エスパルス戦（アイスタ）[4]

## 選抜歴
- 2014年 全日本大学選抜

## タイトル

### クラブ
アビスパ福岡
- Jリーグカップ（2023年）